# Vladimir Golovatiuc
Vladimir Golovatiuc (n. 7 iunie 1962, Brăviceni, Orhei) este un economist, profesor de economie politică și politician din Republica Moldova, care a fost ambasadorul al Republicii Moldova în Federația Rusă. Din anul 2014 a fost deputat în Parlamentul RM, iar începând cu 2019 a fost președintele Comisiei parlamentare economie, buget și finanțe. Între 2008 și 2009 a fost Director general al Biroului Național de Statistică.
La alegerile parlamentare din noiembrie 2014 din Republica Moldova a candidat la funcția de deputat de pe poziția a 17-a în lista PSRM, fără a fi membru de partid obținând mandatul de deputat în urma alegerilor.
În anii 1984 - 1986 și 1989 Vladimir Golovatiuc a fost profesor la catedra de economie politică a Institutului Agricol din Chișinău. În perioada 2003 - 2005 a fost corespondent special al revistei „Profit”, iar între 2005 - 2008 - expert în cadrul proiectului PNUD în Moldova.